# 边防军 (拜占庭帝国)

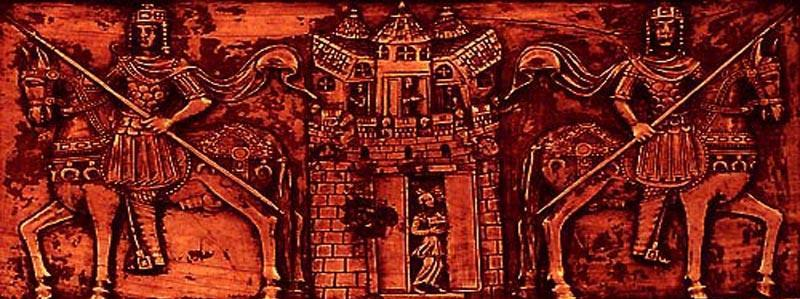
边防军形象

东罗马帝国边防军（希臘語：ἀκρίται，Akritai）是公元九世纪至十一世纪面向穆斯林诸国防卫该帝国东部边境的军队。他们的事迹在后人的点缀下衍生出了拜占庭(及希腊)民族史诗迪杰尼斯防人歌及其他防人歌体裁的文学作品。
边防军“Aκρίται”一词来源于希腊语Akron/Akra，意即“边境”。防人一词的官方用法泛指居住在东部边境的军、民及居住在那些地区的穆斯林。在防人歌的文学影响下，人们常将帝国边防军当作驻扎在边境的军队。事实上，边防军是职业军人与本地军区民兵及非常规军的混编部队。
边防军中不乏雇佣自亚美尼亚、保加利亚及帝国本土的士兵。公元十世纪，由于拜占庭帝国重新征服了东部部分领土，边防军的组成也变得民族、宗教多元化了。迪杰尼斯防人歌中的“Di-Genis”意味着“两个民族”。即拜占庭希腊人和撒拉森人。
十世纪拜占庭帝国在东部的征服使帝国边防架构发生了很大改变，小军区组成了五个由大将军领导的大地方军。职业兵大量涌入边境。十一世纪上半叶，拜占庭帝国东部并没有受到严重威胁，帝国朝廷因此对边防军的武备松弛未加留意。最终导致塞尔柱帝国在小亚细亚势如破竹且边防军无法做出相应的回击。
米海尔八世篡夺皇位后，忠于原拉斯克里斯王朝的边防军于1262年发动了叛乱。叛乱平息后，边防军被收编进常规军内。至此，边防军实质上从历史的舞台上消失了。边防军的解散也成为十四世纪上半叶拜占庭帝国失去其全部亚洲领土(小亚细亚)的罪魁祸首。